# Płochnicki

Płochnicki

Płochnicki (Plechnitze, Plochanz, Plochnitz, Plochnitzki) – kaszubski herb szlachecki.

## Opis herbu
Opis z wykorzystaniem zasad blazonowania, zaproponowanych przez Alfreda Znamierowskiego:
Na tarczy dzielonej w pas w polu górnym, czerwonym, gwiazda złota, w polu dolnym, błękitnym, półksiężyc z twarzą (okiem w prawo) srebrny. Klejnot: nad hełmem bez korony półksiężyc z gwiazdą jak w godle. Labry z prawej czerwone, podbite złotem, z lewej błękitne, podbite srebrem.

## Najwcześniejsze wzmianki
Najwcześniej herb pojawił się na mapie Pomorza Lubinusa, następnie zaś u Nowego Siebmachera. Podobny herb, ale z półksiężycem w lewo i bez klejnotu, przytoczył pod nazwą Plochentz Seweryn Uruski (Rodzina. Herbarz szlachty polskiej).

## Rodzina Płochnickich
Drobnoszlachecka rodzina o nazwisku od nieistniejącej już wsi Płocheniec lub Płochnica. Najwcześniejsza wzmianka z 1566 (Plochentz), kolejne z 1575, 1601 (Plocnhnitz), 1605, 1608, 1618, 1621, 1658 (Claus i Paul die Plochwitzen w Krępkowicach), 1688 (Plochentcen w Lęborku), 1722 (Catharina Plochentzy), 1736 (Christian Plochantz), 1756 (Christian von Plochanz z synami Christianem i Johannem w Krępkowicach i Unieszynku). Więcej wzmianek na temat tej rodziny nie zachowało się, toteż uważana jest za wygasłą.

## Herbowni
Płochnicki (Blochentz, Plechnitz, Plochans, Plochantz, Plochanz, Plochents, Plochentz, Plochentzy, Plochnicz, Plochnitz, Plochnitzki, Plochwitz, Płocheć, Płochocki, Płochwicz).